# Gardner-Nunatak
Der Gardner-Nunatak ist ein 1670 m hoher Nunatak im westantarktischen Ellsworthland. In der Gruppe der Yee-Nunatakker ragt er 9 km westsüdwestlich des Tollefson-Nunataks auf.
Der United States Geological Survey (USGS) kartierte ihn anhand eigener Vermessungen und Luftaufnahmen der United States Navy aus den Jahren von 1961 bis 1968. Das Advisory Committee on Antarctic Names benannte ihn 1988 nach Robert N. Gardner, Kartograph des USGS, der zwischen 1973 und 1974 an Vermessungsarbeiten am Kap Crozier auf der Ross-Insel, auf der Amundsen-Scott-Südpolstation und auf der Palmer-Station beteiligt war.